# Concerto andalou

Le Concerto andalou (Concierto Andaluz) est un concerto pour quatre guitares et orchestre écrit par Joaquín Rodrigo en 1967.
Il s'agit d'une commande de la famille Romero, formant un quatuor, le membre le plus connu étant Pepe Romero.
Rodrigo a composé cinq concertos pour guitare, son premier, le concerto d'Aranjuez (1939), étant le plus connu. Le concerto andalou en est le troisième, écrit peu avant le concerto madrigal.
La création a eu lieu en novembre 1967 avec l'orchestre de San Antonio (Texas) sous la direction de Victor Alessandro et les Romero (Celedonio, Celin, Pepe et Angel) en solistes.
La musique est inspirée par des danses andalouses populaires.

## Structure
L'œuvre comprend trois mouvements et sa durée d'exécution est d'environ vingt-cinq minutes.
- Tiempo de Bolero (allegro vivace)
- Adagio – Allegro – Adagio
- Allegretto – Allegro - Allegretto